# Anthony Krafft
Anthony Krafft (* 16. November 1928 in Lausanne; † 16. Juli 1991 in Pully) war ein Schweizer Architekturjournalist und Verleger.
Der Spross aus bürgerlichem Hause, Sohn eines Chirurgen und Universitätsprofessors, war mit 19 Jahren und mit Maturität bereits verheiratet und Familienvater, die Beziehung zur elterlichen Familie brach ab. Zunächst arbeitete er als Journalist bei der Tageszeitung Gazzette de Lausanne, wo er über verschiedenste Themen berichtete. Anfang der 1950er Jahre war er zudem Geschäftsführer des Kinos Lumière in Renens. Als Journalist lernte er in dieser Zeit Jean-Jacques Huber kennen, den späteren Verleger der Architekturzeitschrift construction, an dessen Gründung er sich zusammen mit Marc-Joseph Saugey beteiligte und deren Herausgeber er ab Nummer vier war (unter dem Namen Architecture, Formes, Fonctions, 1954–71). Mit dieser Zeitschrift brachte der Autodidakt die wesentlichen Vertreter aus Kunst und Architektur der Epoche und Region zusammen, aber auch viele international bekannte Namen: Richard Neutra, Oscar Niemeyer, Pier Luigi Nervi, Gerrit Rietveld, Dariush Borbor. Dabei konnte er seine Arbeit auch politisch begreifen, als nach der katastrophalen Überschwemmung in Florenz 1966 die Arbeiten nur schleppend in Gang kamen und Präventionsmassnahmen nicht ergriffen wurden, warf er die Autorität der in seinem Blatt vertretenen Architekten und Stadtplaner in die Waagschale und organisierte zusammen mit Giovanni Michelucci eine internationale Konferenz in Florenz, in deren Folge dann die nötigen Sicherungsmassnahmen für die Altstadt organisiert werden konnten. An dem ‚manifesto per firenze‘ beteiligten sich Peter Smithson, Georges Candilis, Jacob Bakema, Lúcio Costa und Heikki Sirén. Daneben bemühte er sich, die damals vom Abriss bedrohte Villa Kenwin in La Tour-de-Peilz zu retten und zu einem Begegnungs- und Kunstzentrum auszubauen. 1972 gründete er die Zeitschrift as - Architecture Suisse und 1979 die Sammlung architecture contemporaine.